# Dobrovského dub
Dobrovského dub byl památný strom u vsi Drslavice, severozápadně od Klatov. Jeho jméno odkazuje na působení Josefa Dobrovského v okolí Chudenic, ve svých dílech dub zmiňovali Ladislav Stehlík nebo V. A. Šmilovský. Přibližně 220 let  starý dub rostl jižně od vsi, nad rybníčkem Dubíček. Strom byl vysoký 27 metrů, obvod jeho dutého kmene dosahoval 534 cm. V roce 1990 při silné vichřici padl.

## Stromy v okolí
- Dobrovského lípa
- Drslavický klen